# Kenneth A. Farley
Kenneth A. Farley (* 1964 in Los Angeles) ist ein US-amerikanischer Geochemiker am California Institute of Technology (CalTech). 
Farley erwarb 1986 an der Yale University einen Bachelor in Chemie und 1991 an der Scripps Institution of Oceanography einen Ph.D. in Geowissenschaften. Als Postdoktorand arbeitete er an der University of Rochester und am Lamont-Doherty Earth Observatory. Seit 1993 hatte er eine erste Professur (Assistant Professor) am California Institute of Technology, 1996 wurde er Associate Professor. 1998 erhielt Farley eine ordentliche Professur, seit 2004 ist er Inhaber des Lehrstuhls für Geologie und Planetologie am CalTech.
Farley gilt als Experte auf dem Gebiet der Isotopengeochemie, die er zur Bestimmung der Herkunft der Erdatmosphäre, zur Untersuchung von auf die Erde fallendem kosmischen Staub oder der Wachstumsgeschwindigkeit von Gebirgen anwendet. Er verwendet Edelgase, insbesondere Isotope des Heliums als Chronometer für Prozesse auf der Erde und außerhalb davon (siehe radiometrische Datierung). In seinem Labor wurde die Uran-Thorium-Datierung als (U-Th)/He-Datierung wesentlich entwickelt und kalibriert.
1999 erhielt Farley die James B. Macelwane Medal der American Geophysical Union, 2000 den William O. Baker Award for Initiatives in Research der National Academy of Sciences und 2008 die Arthur L. Day Medal der Geological Society of America. 2013 wurde er zum Mitglied der National Academy of Sciences gewählt, 2014 zum Mitglied der American Academy of Arts and Sciences.